# Cederrevolutionen
Cederrevolutionen (arabisk: ثورة الأرز, tr. thawrat al-arz) var en række demonstrationer og protestaktioner i Libanon, primært i Beirut-området, efter mordet på tidligere premierminister Rafik Hariri 14. februar 2005. Demonstranternes krav var, at Syrien skulle trække sine styrker tilbage fra landet, at en international kommission skulle nedsættes for at undersøge mordet på Hariri, at offentlige sikkerhedsembedsmænd skulle træde tilbage samt at frie parlamentsvalg skulle afholdes. Det gennemgående tema var, at Syrien skulle standse al indblanden i libanesisk politik. Ved demonstrationernes begyndelse havde Syrien ca. 14.000 soldater og sikkerhedsagenter stationeret i Libanon, men som konsekvens af de folkelige protester valgte den syriske regering 26. april 2005 at trække alle styrker ud af landet. Den pro-syriske regering måtte desuden gå af, hvilket var det primære mål med demonstrationerne.
Den libanesiske opposition tog det hvide og røde tørklæde samt det blå pro-Hariri bånd til sig som symboler. Populære slagord fra bevægelsen var Hurriyya, Siyada, Istiqlal (frihed, suverænitet, uafhængighed) og Haqiqa, Hurriyya, Wahda wataniyya (sandhed, frihed, national enhed).

## Mål
Cederrevolutionens primære mål var at bringe en afslutning på den syriske besættelse af Libanon, der havde varet siden 1976. Desuden efterspurgte mange libanesere at den tidligere premierminister Michel Aoun, der havde været i eksil siden 1991, skulle vende tilbage til landet.
Af specifikke mål for revolutionen kan nævnes:
- At forene alle libanesere i en fælles kamp for frihed og selvstændighed
- At afsætte Karamis regering
- At få fyret de seks leder af Libanons vigtigste sikkerhedstjenester samt statsanklageren
- At få Syrien til at gennemføre en fuldstændig tilbagetrækning af alle deres militære styrker og sikkerhedstjenester i Libanon
- At afsløre tidligere premierminister Rafik Hariris mordere
- At afholde frie og demokratiske parlamentsvalg i foråret 2005 uden syrisk indflydelse

## Navnets oprindelse
Navnet "Cederrevolutionen" blev anvendt af USA's viceudenrigsminister for globale anliggender Paula J. Dobriansky med reference til Rosenrevolutionen i Georgien, den orange revolution i Ukraine og Purpurrevolutionen i Irak, som den blev betegnet af George W. Bush.
I den arabiske verden er begivenhederne bedre kendt som Intifadat al-Istiqlal (Uafhængighedsopstanden) eller Rabi´ al-'Arz (Ceder-foråret), med reference til årstiden hvor demonstrationerne brød ud samt med henvisning til Foråret i Prag. Blandt de termer der bruges i lokale libanesiske medier, som LBC og Future TV, er Libanons selvstændighed (Istiqlal Lubnan), Det Libanesiske Forår (Rabi´ Lubnan) og Uafhængighed 05 blandt de mest anvendte.
Ordet ceder refererer til cedertræet, der er Libanons nationalsymbol og som er afbildet på flaget.

## Baggrund
D. 14. februar 2005 blev den tidligere libanesiske premierminister Rafik Hariri dræbt af en bilbombe i det centrale Beirut, der dræbte 21 og sårede næsten 100. Tidligere økonomi- og handelsminister Bassel Fleihan døde senere af kvæstelser han pådrog sig under eksplosionen. Angrebet affødte store demonstrationer, der forenede et stort antal borgere i det ellers sekteriske og splittede libanesiske samfund. Hændelsen var den anden af sin type på blot 4 måneder; tidligere minister og parlamentsmedlem Marwan Hamadeh overlevede en bilbombe d. 1. oktober 2004.
Et par timer efter eksplosionen udstedte de libanesiske myndigheder en arrestordre på seks australske statsborgere, der var fløjet var Beirut til Sydney tre timer efter hændelsen. Det blev fra libanesisk side hævdet at mændenes flysæder var blevet testet positiv for sprængstoffer samt at de havde rejst uden baggage. Det australske føderale politi afhørte ti personer da det omtalte fly ankom til Sydney og fandt at alle havde baggage med. Selvom politiets sprængstof-sporhunde reagerede på nogle af flysæderne gav test udført af politiet på mændene negative resultater. Inden for 48 timer opgav det australske føderale politi alle anklager mod de seks mænd om indblanden i mordet.
På trods af manglen på beviser mod nogen fraktion eller enkeltperson, har meget af den libanesiske og internationale vrede rettet sig mod Syrien, grundet landets enorme militære og efterretningsmæssige tilstedeværelse i og indflydelse på Libanon samt den åbenlyse kløft der var mellem Syrien og Hariri inden sidstnævnte trådte tilbage 20. oktober 2004. Dagen efter Hariri trådte tilbage blev den pro-syriske Omar Karami udnævnt premierminister.
Den libanesiske drusiske leder Walid Jumblatt, der kort forinden havde tilsluttet sig den anti-syriske opposition, hævdede, styrket af den folkelige stemning, straks efter mordet at den syriske præsident Bashar al-Assad havde truet Hariri i august 2004 med ordene: "[Libanons præsident] Lahoud er mig. ... Hvis du og Chirac vil have mig ud af Libanon, vil jeg knække Libanon." Jumblatt kommenterede dette som følger: "Da jeg hørte ham sige de ord til os, vidste jeg at det var hans dødsdom". USA, EU og FN er ikke kommet med nogle officielle anklager, men forlangte til gengæld en syrisk tilbagetrækning samt en åben og international undersøgelse af mordet. Jumblatts udtalelser er ikke ukontroversielle; BBC siger, at han "ses af mange som landets politiske vindbøjtel", der konstant skiftede side for at komme på det vindende hold under borgerkrigen 1975-90 og dens efterspil. Han støttede Syrien efter borgerkrigen men trak støtten tilbage da den tidligere præsident Hafez al-Assad døde i 2000. Hans udsagn citeres, men bekræftes ikke, i FN's FitzGerald-rapport. Rapporten går ikke så langt som til at anklage Syrien eller nogen anden part, idet den konkluderer at kun yderligere dybdegående, internationale undersøgelser kan føre frem til den skyldige. Den libanesiske regering er gået med til dette, men kræver samtidig fuld deltagelse af deres egne agenturer samt respekt for Libanons suverænitet.
21. februar 2005 samledes titusinder af libanesiske demonstranter på mordstedet for at kræve en ende på den syriske okkupation idet de anklagede Syrien og den pro-syriske præsident Emile Lahoud for mordet. I de efterfølgende uger afholdtes der næsten hver mandag demonstrationer på Martyrpladsen i Beirut (der af demonstranter også kaldtes "Frihedspladsen"). Lignende demonstrationer blev afholdt af immigrerede libanesere overalt i verden, bl.a. i Sydney (hvor over 10.000 deltog), San Francisco, Paris, Düsseldorf, Montreal og London.

## Regeringen går af
De daglige protester mod den syriske okkupation samlede 25.000 mennesker. Mens de fleste anti-syriske demonstrationer i 1990'erne var overvejende kristen og blev slået ned med vold, var de nye demonstrationer udpræget ikke-sekteriske og blev mødt ikke fra regeringens side med vold eller trusler.
28. februar gik premierminister Omar Karamis pro-syriske regering af og udskrev valg. Efterfølgende samledes titusinder på Martyrpladsen og sang: "Karami er faldet, din tur kommer, Lahoud, og din, Bashar". Oppositionens parlamentsmedlemmer ville dog ikke stille sig tilfredse med Karamis tilbagetræden og forlangte en fuld syrisk tilbagetrækning.

## International reaktion
Mordet på Hariri resulterede i øget internationalt pres på Syrien. I en fælles udtalelse fordømte USA's præsident George W. Bush og Frankrigs præsident Jacques Chirac mordet krævede fuld implementering af FN's Sikkerhedsråds resolution 1559, der kræver fuld syrisk tilbagetrækning fra Libanon og en afvæbning af Hizbollah-militsen, der opererer i det sydlige Libanon.
På et tidspunkt var der tilsyneladende forvirring om, i hvor høj grad Syrien ville trække sine tropper ud af Libanon. Formanden for den arabiske liga Amr Moussa sagde, at den syriske præsident Bashar al-Assad havde lovet ham en tilbagetrækning i to faser, men den syriske informationsminister Mahdi Dakhlallah sagde, at Moussa havde misforstået præsidenten. Dakhlallah sagde, at Syrien blot ville trække sine styrker tilbage til Østlibanon, men har efterfølgende erklæret at resolution 1559 er gældende, og at Syrien ville trække alle sine tropper ud af landet.
15. marts hævdede journalisten Robert Fisk, efter at have hørt at FN's særlige efterforskningshold muligvis havde fundet ud af at de libanesiske myndigheder havde dækket over mordet, at Rafik Hariris to sønner flygtede ud af Libanon, eftersigende fordi de var blevet advaret om, at også de var i fare for at blive myrdet.
FN's generalsekretær Kofi Annan sendte, på anmodning fra Sikkerhedsrådet et hold irske, egyptiske og marokkanske specialister, ledet af Irlands vicepolitichef, Peter FitzGerald, til Libanon for at efterforske mordet. Selv inden FitzGerald-rapporten blev offentliggjort, udtalte Annan at en yderligere, mere dybdegående undersøgelse kunne blive nødvendig. FitzGerald takkede den libanesiske regering for dets samarbejde, inden han forlod landet. Rapporten nævner den syriske tilstedeværelse i Libanon som en faktor, der bidrog til den ustabilitet og polarisering, der gik forud for mordet. Rapporten kritiserer også den libanesiske regering og de libanesiske efterretningstjenester for håndteringen af deres egen efterforskning, der bliver kaldt mangelfuld og utilstrækkelig. Den libanesiske regering har omvendt anklaget rapporten for at være "langt fra virkeligheden" og har kritiseret det særlige FN-hold for ikke at inddrage regeringen mere i efterforskningen.

## Syrisk reaktion
2. marts 2005 annoncerede den syriske præsident Bashar al-Assad, at hans styrker ville forlade Libanon fuldstændigt "inden for et par måneder". Oppositionsleder Walid Jumblatt svarede på udmeldingen, at han krævede en mere specifik udmelding fra Syrien: "Det er en fin gestus, men 'inden for et par måneder' er en vag formulering - vi har brug for en helt klar tidsplan".
3. marts krævede både Tyskland og Rusland (Syriens allierede under Den kolde krig) at Syrien skulle leve op til resolution 1559. Den tyske kansler Gerhard Schröder sagde, at "Libanon skal gives mulighed for suverænitet og udvikling, og dette kan kun gennemføres gennem respekt for Sikkerhedsrådets resolutioner, der kræver øjeblikkelig syrisk tilbagetrækning fra Libanon". Den russiske udenrigsminister, Sergej Lavrov, udtalte at "Syrien bør trække sig ud af Libanon, men vi skal sikre os at tilbagetrækningen ikke går ud over den meget skrøbelige balance vi stadig har i Libanon, der er et yderst kompliceret land etnisk".
5. marts annoncerede den syriske leder al-Assad, at Syrien ville trække sine tropper tilbage til Bekaa-dalen i det østlige Libanon, og derefter til grænsen mellem Syrien og Libanon. Han undlod at præsentere en tidsplan for den endelige tilbagetrækning af syriske styrker fra Libanon. 26. april 2006 forlod de sidste syriske tropper landet, hvilket markerede enden på den 29 år lange tilstedeværelse i Libanon.

## Reaktion fra den arabiske verden
Flere arabiske stater krævede at tilbagetrækningskravene blev overholdt. Al-Assad rejse på et tidspunkt til Saudi-Arabien for akut at mødes med kronprins Abdullah bin Abdel-Aziz og fik her at vide i skarpe vendinger, at Syrien skulle overholde FN's Sikkerhedsråds krav omgående. Den libanesiske oppositionsavis The Daily Star rapporterede, at Assad under mødet tilbød at trække størstedelen af de 15.000 syriske tropper tilbage, men krævede at en styrke på 3.000 blive i landet. Dette er dog ikke blevet bekræftet af andre kilder.
Det årlige arabiske topmøde, der fandt sted 23. marts i Algeriet, krævede ikke Syriens tilbagetrækning, hvilket ville have planen givet den arabiske opbakning, der var tiltænkt i Taif-aftalen fra 1989, i stedet for blot at være baseret på resolution 1559. Krisen i Libanon indgik ikke som punkt på dagsordenen på mødet, hvor næsten halvdelen af de arabiske ledere ikke deltog.

## Pro-syrisk demonstration
Hizbollah's leder Hassan Nasrallah opfordrede til en 'stor, folkelig forsamling' d. 8. marts til støtte for Syrien og mod USA og Israel, der blev anklaget for at blande sig i interne affærer. Nasrallah kritiserede også resolution 1559, idet han sagde: "Modstandsbevægelsen vil ikke opgive sine våben ... fordi Libanon har brug for modstandsbevægelsen til at forsvare sig" og tilføjede, at "alle punkter i FN-resolutionen giver frikort til den israelske fjende, der skulle holdes ansvarlig for sine forbrydelser, men som nu bliver belønnet for disse forbrydelser og opnår alle sine krav."
Demonstrationen, som Hizbollah afholdt i Beirut, gjorde antallet af demonstranter ved de anti-syriske demonstrationer til skamme. CNN rapporterede, at nogle nyhedsbureauer estimerede antallet af pro-syriske demonstranter til at være 200.000, mens Associated Press anslog tallet til at være over 500.000. New York Times og Los Angeles Times rapporterede blot, at 'hundredetusinder' af pro-syriske demonstranter deltog, mens Al-Jazeera anslog at der var ca. 1,5 millioner deltagere. De primært shia-muslimske demonstranter medbragte billeder af den syriske præsident Bashar al-Assad og plakater, hvorpå der på engelsk stod "Nej til amerikansk intervention". Enkelte anti-syriske medier nævnte sandsynligheden for, at mange af Libanons ca. 500.000 gæstearbejdere fra Syrien deltog i demonstrationen. Demonstrationen formåede først og fremmest at vise den store folkelige opbakning, Syrien havde i Libanon, men formåede også at gentage Hizbollahs afvisning af resolution 1559, der kræver at alle libanesiske militser afvæbnes. Dette er en stor trussel for Hizbollah-bevægelsens militære gren, der af mange tilskrives æren for at afslutte den israelske besættelse af Sydlibanon.
Udover demonstrationen i Beirut blev der af Hizbollah også arrangeret demonstrationer i Tripoli og Nabatiyeh hhv. 11. og 13. marts. Den første af disse blev dog aflyst.
Ti dage efter sin tilbagetræden blev Omar Karami genindsat som premierminister og opfordrede oppositionen til at tage del i regeringsarbejdet indtil valgene i april 2005.

## Nye moddemonstrationer
14. marts, månedsdagen for mordet på tidligere premierminister Hariri, samledes hundredetusinder af libanesere i Beirut medbringende et enormt libanesisk flag, mens de sang "frihed, suverænitet, uafhængighed". Demonstranterne kom fra hele landet og mange var forhindret i at møde op på grund af den massive trafik. Demonstrationen var arrangeret af de forskellige anti-syriske grupperinger (inklusive Hariri-familien) og blev promoveret gennem forskellige private medier, primært Future TV, der ejes af Hariri-familien.
Demonstrationen fandt sted på Martyrpladsen i Beirut, hvor Rafik Hariri ligger begravet, der er en del af det centrale distrikt i Beirut, der efter borgerkrigen blev genopbygget på primært Hariris initiativ. De demonstrerende krævede en international undersøgelse af mordet på Hariri, afskedigelsen af de syrisk støttede sikkerhedschefer i den libanesiske regering samt en fuld tilbagetrækning af syriske tropper fra Libanon.

## Voldelige eftervirkninger

### Bombeangreb og attentater
Libanon blev fra marts 2005 og et år frem rystet af en række bombeangreb og snigmord. Flere politiske og intellektuelle personligheder, der var kritiske over for den syriske indblanding i libanesisk politik, blev myrdet, bl.a. Samir Kassir, George Hawi og Gebran Tueni. Især kristne kvarterer var mål for disse angreb, der stadig er uopklarede.
Rækken af angreb endte dog ikke i 2005. Året efter blev parlamentsmedlem Pierre Amine Gemayel skudt og i 2007 blev Walid Eido offer for en bilbombe i Beirut. Politikeren Antoine Ghanem blev ligeledes slået ihjel 21. september 2006. Han var den sjette anti-syriske minister, der blev slået ihjel efter Hariris død.

## Tilbagetrækning af de syriske tropper
26. april 2005 rapporterede internationale nyhedsbureauer og FN at de sidste syriske tropper og efterretningsagenter havde krydset grænsen og forladt Libanon. Den syriske regering meddelte herefter officielt FN, at landet havde trukket sine styrker tilbage i overensstemmelse med FN's Sikkerhedsråds resolution 1559, der vedtoges i september 2004. I et brev til FN skrev Syriens udenrigsminister Farouq al-Shara, at hans land "ønsker officielt at bekendtgøre, at de syrisk-arabiske styrker udstationeret i Libanon efter libanesisk ønske og på arabisk mandat, har trukket alle sine militære styrker, sit sikkerhedsapparat og sit materiel ud af landet". 27. april 2005 fejrede det libanesiske folk sin første dag uden syrisk allestedsnærværelse i landet. Samme dag rapporterede Washington Post dog, at Syrien havde undladt at tilbagetrække en væsentlig del af sit sikkerhedsapparat, en påstand USA's udenrigsminister Condoleezza Rice gentog 25. maj.